# سینما سپاهان
سینما سپاهان یکی از قدیمی‌ترین سینماها در شهر اصفهان می‌باشد.

## ساختمان
این سینما، تئاتر در کوچه سپاهان که مشرف به خیابان چهار باغ عباسی می‌باشد، قرار گرفته‌است. تاریخ ساخت آن به سال ۱۳۴۰ برمی‌گردد. این سینما توسط آقای صدری (پسر عموی ارحام صدر) احداث گردیده‌است.

## ظرفیت
ظرفیت این سالن ۷۲۹ نفر می‌باشد.
مدیر فعلی: سید مصطفی حسینی خالد آبادی
مدیران قبلی: آقایان، خلیلی، فردوسی، پسندیده، رضایی

## کنسرت‌های موسیقی
به دلیل چند کاربره بودن این سالن نمایش، گروه‌های موسیقی هم در این سالن کنسرت اجرا می‌کنند.